# HFC Helder
De Heldersche Football Club, kortweg HFC Helder, was een voetbalclub uit de Noord-Hollandse stad Den Helder. De club werd uit een fusie opgericht op 1 juni 1909. De clubkleuren waren wit-zwart. In de jaren 20 en de jaren 50 kwam de club in totaal acht seizoenen uit in de Tweede klasse, destijds het op een na hoogste niveau van het Nederlands voetbal. In 2001 ging de club een fusie aan met HRC. De nieuwe fusieclub ging verder onder de naam FC Den Helder.

## Historie

### Ontstaan van de club

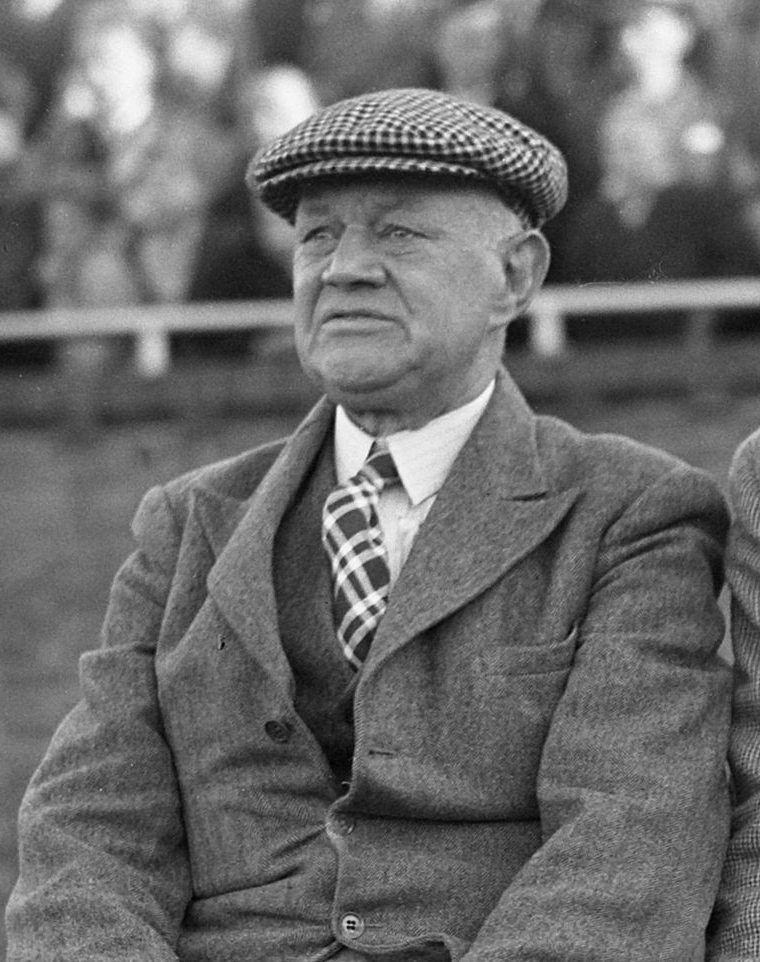
Jack Reynolds, trainer van HFC Helder in het seizoen 1916/17.

Op dinsdagavond 1 juni 1909 kwamen 12 leden van de voetbalclubs Leonidas en H.G.I. bijeen in Café "De Pool" om te vergaderen over een fusie. Na een akkoord van alle leden, werd aldaar de nieuwe vereniging Heldersche Football Club (HFC) opgericht.
De eerste jaren werd er gespeeld bij de Windwijzer, aan de Middenweg (bij de sluis) en vervolgens op het terrein bij De Dogger. Het clubtenue was de eerste 3 jaar rood met een zwarte broek. In de algemene vergadering van 7 november 1912 werd een voorstel van de voorzitter C.Goes aangenomen, namelijk een wit shirt met een rode verticale band. Tot 1919 werd er in deze kleuren gespeeld, toen kwamen de witte hemden in gebruik met op het shirt het wapen van Den Helder.
Op 29 augustus 1909 werd de eerste wedstrijd gespeeld tegen SHBS. Uit vermeldingen blijkt dat HFC won, maar aan beide aanvoerders een medaille werd geschonken.

### De beginjaren (1909-1915)
Per ingang van het seizoen 1909/10 debuteerde HFC onder auspiciën van de Heldersche Voetbalbond in de Eerste klasse, waarin HFC over een sterk elftal beschikte en de club gelijk kampioen werd. In juni 1913 werd een 4-jarig jubileumwedstrijd gespeeld tegen Hollandia uit Hoorn, welk met 5-1 gewonnen werd. Het bestuur ondernam in 1913 de overstap naar Noordhollandsche Voetbalbond (NHVB). Slechts één seizoen werd onder deze bond gespeeld, want in het seizoen 1913/14 van de Eerste klasse eindigde HFC bovenaan en in de nacompetitie werd ongeslagen het kampioenschap behaald. Door overwinningen in de kampioenscompetitie van de NHVB, waar HFC uitkwam tegen de andere kampioenen van de verschillende afdelingen, werd eveneens het Noordhollands kampioenschap gewonnen. Begin 1914 werden Hein Bak, Charles Taylor en Jan Grootte opgenomen in het NHVB bondselftal. De vereniging zette zich in de jaren 1910 in voor de propaganda; de beoefening en de belangstelling voor de voetbalsport begon gaandeweg toe te nemen. HFC werd populair.
In 1914 kreeg de HFC van de Nederlandse Voetbalbond de opdracht de naam van de club aan te passen in HFC Helder, omdat er met HFC al reeds een club met dezelfde afkorting aangesloten was bij dezelfde voetbalbond. De club werd officieel ingeschreven als Helder, maar bij de aanhang bleef de naam HFC tot in 1919 populair.
De eerste NVB-competitiewedstrijd werd 18 oktober 1914 in Purmerend gespeeld tegen VPV Purmersteijn en door de HFC'ers met 1-4 gewonnen, dankzij doelpunten van Kiljan, Bak, Taylor en Dorlijn. De eerste thuiswedstrijd werd tegen ZFC gespeeld en met 1-0 verloren. Er werden in het seizoen 1914/15 in totaal 16 wedstrijden gespeeld, waarvan 5 overwinningen en drie gelijke spelen, wat met 13 punten gelijk stond aan een zesde plaats in de competitie. Het seizoen erop vond vanwege de politieke omstandigheden de Noodcompetitie plaats. Er was toen geen promotie en geen degradatie, terwijl de clubs ingedeeld waren naar hun geografische ligging. Zo kwam het dat de tweedeklasser Alcmaria Victrix ook in de afdeling F ingedeeld was.

### De eerste successen (1915-1924)

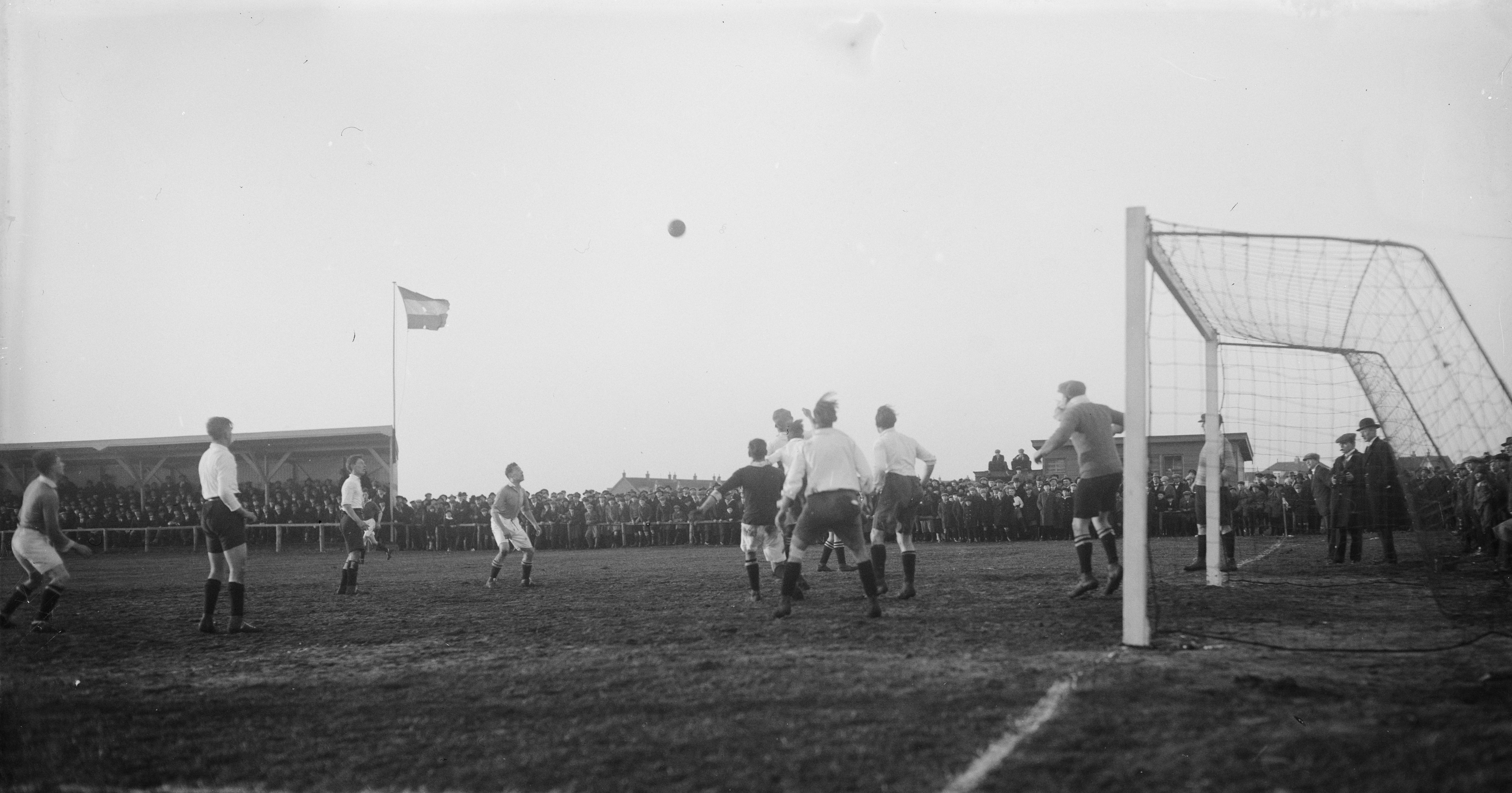
Wedstrijd van HFC Helder in 1925 op het terrein aan de Bolweg.

Voor het tweede seizoen in de Derde klasse had HFC inmiddels een nieuw terrein. SHBS had dit veld een paar jaar eerder in de huur gehad, maar verkaste naar het Tuindorp. Na een grondige restauratie werd besloten het terrein op feestelijke wijze te openen. Op 6 juni 1915 werd het nieuwe sportcomplex aan de Bolweg geopend met een vriendschappelijke wedstrijd tegen de toenmalige topclub UVV, die aankwam met de Nederlands internationals Jan Vos en Wout Buitenweg. Deze erewedstrijd werd voor het oog van drieduizend toeschouwers nipt met 2-3 verloren. Jan Vos verklaarde na afloop dat het spel van HFC hem zeer verbaasd had. Ook werd anno juli 1915 in de Engelsman Wilfred Henderson een geschikte oefenmeester gevonden om praktische lessen te geven in het voetbalspel.
Het tweede seizoen 1915/1916 is bijzonder mager geweest; HFC eindigde op de 3e plaats van onder en wist zich nog boven HVV Hollandia en VV West Frisia te plaatsen. HFC versloeg de stadsgenoot SHBS met 2-5 in de uitwedstrijd en won eveneens met 2-1 van HVV Hollandia.
In de NVB Beker was het succes dat seizoen 1915/16 groter. HFC bracht het tot de vijfde ronde. In de vierde ronde werd op 30 april met 4-3 van RCH gewonnen, ondanks een 1-3 voorsprong voor de Haarlemmers. In de Vijfde ronde werd met 6-1 verloren van het Haagse Quick, toenmaals als eenvoudig landskampioen een zeer sterke eersteklasser (welke ook de Beker won).
Dit succes zorgde ervoor dat er in Den Helder bijzonder veel animo was voor HFC Helder. Voor het seizoen 1916/17 schreef het bestuur 5 elftallen in voor de competities van de NVB en de NHVB, wat een duidelijke bloeiperiode aantoonde. Het seizoen 1916/17 werd succesvol. Voorzitter Letschert had het klaargespeeld Jack Reynolds, de trainer van AFC Ajax, eveneens voor twee dagen per week in dienst te nemen.
Reynolds benaderde voetbal als een sport waarbij spelers en linies niet op zichzelf stonden, maar moesten samenwerken. Voor het eerst bestond er ploegtactiek, van verband en samenspel. Door het spel dat Reynolds toepaste, ontstonden er driehoekjes op het veld en kon het shortpassing ontstaan, iets waarmee vooral Ajax faam zou maken. Met dit inzicht gaf Reynolds het voetbal van HFC Helder een nieuwe dimensie en diens trainingen waren ongetwijfeld van invloed geweest op het succes.
Naarmate het succes steeg, trokken de wedstrijden steeds meer publiek. De Helderse voetballiefhebbers hoopten toentertijd op een promotie naar de Tweede klasse. Hoewel HFC geen kampioen werd, kon men met een tweede plaats tevreden terugkijken op het seizoen, waarin HFC het ook tot de finale van de NHVB beker bracht. In de finale maakte WFC korte metten met de roodwitte ploeg, want de Wormerveerders wonnen op 6 mei 1917 met 6-2. In januari 1918 trok HFC zich terug uit de competitie van de NVB wegens slechte reisverbindingen. Men organiseerde destijds een plaatselijke competitie.
In 1919 ging de club HB & ZVS ook op in HFC Helder. Men hoopte daardoor een sterker elftal op de been te kunnen brengen. Nadien speelde HFC met een wit shirt en zwarte
broek en kwam de naam Helder al meer in gebruik. Men bracht het in dat seizoen tot de 8e plaats. Het seizoen 1919/20 begon voor HFC Helder zeer gunstig. Lange tijd was de club favoriet voor de eerste plaats, doch de laatste 5 wedstrijden werd er slechts één keer gewonnen. Op 28 oktober 1923 werd de zittribune in gebruik genomen. In het seizoen 1923/24 wisten de withemden beslag te leggen op de Rauchbeker, door ZFC met 2-0 te verslaan in de finale.
Pas toen de jongere stadsgenoot HRC in 1923 haar intrede deed in de Derde klasse was de prikkel weer gevonden. HFC trachtte als oudste club van Den Helder de suprematie te behouden. In het najaar van 1924 werd de ervaren trainer Joseph Julian ingeroepen, die 2 dagen per week de spelers trainde. In de zomer van 1925 werden Herman Reitsma van Alcmaria Victrix en Jelle Blinkhof van Stormvogels aangetrokken. Blinkhof ontving als versterking reis- en verblijfkosten.
In het seizoen 1924/25 ging de strijd om de eerste plaats tussen HRC en HFC, die op de laatste speeldag in het voordeel van de witjakken werd beslist. Het kampioenschap werd gevierd met feestelijke tocht door de stad. Helder wist zowel in het seizoen 1924/25 als in het seizoen 1925/26 het kampioenschap te behalen. De promotie mislukte weliswaar de eerste maal in 1925, maar in 1926 promoveerde de club alsnog naar de Tweede Klasse, na de gewonnen de promotiewedstrijden tegen DWS (9-1 overwinning) en OSC (5-2 zege). In april 1926 werden met Sporken, Reitsma en Blinkhoff drie Helder-spelers opgenomen in het Noordhollands voetbalelftal van de NVB en met Jan Grootveld uit het reserveteam één Witjak in het bondselftal van de NHVB.

### Magere jaren (1924-1940)

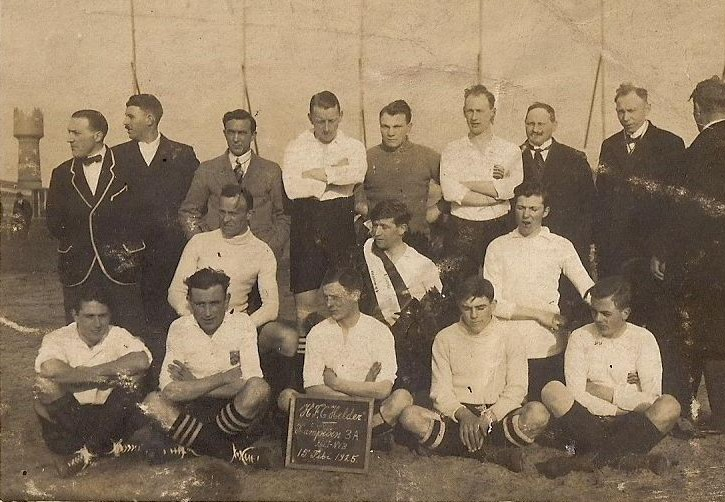
Elftalfoto van HFC Helder voor het seizoen 1925/26.

Het eerste jaar in de Tweede klasse kon Helder redelijk meekomen, waarbij onder meer wedstrijden gespeeld werden tegen Alcmaria Victrix, HFC Haarlem en Zeeburgia. Tijdens de kerstdagen in 1926 werd een reis naar Engeland ondernomen. Daar speelde HFC Helder tegen St. Albans City FC en tegen het tweede elftal van West Ham United FC. Helder verloor beide wedstrijden. Hoofdtrainer Joseph Julian verliet de club in 1927 voor een overstap naar AGOVV.
Na de degradatie uit de Tweede Klasse in 1929 werden de pogingen om weer zo spoedig mogelijk te promoveren niet met succes bekroond geworden. Het seizoen 1929/30 was de periode van zware nederlagen, waaronder 2-5 en 3-8 tegen De Volewijckers. Blessures en verhinderingen waren oorzaak dat veelal met een zwak elftal moest worden gespeeld. Gebeurde het echter dat men in de sterkte opstelling kon spelen, dan bleek het team in staat tot grootse resultaten, waaronder de 8-0 winst tegen Purmersteijn. Het was een seizoen dat HFC Helder de veel winst op vreemd terrein boekte, want van de 15 winstpunten werden er 9 in uitwedstrijden behaald.
In 1930 kwam Helder in conflict met de KNVB op financieel en administratief gebied. Voormalig speler Charles Allen Taylor nam toen het voorzitterschap op zich en door een persoonlijk bezoek met de Hans Kamman aan het bondsbureau van de KNVB in Den Haag, voorkwam hij ernstige maatregelen. Met veel inspanning hielp het nieuwe bestuur de club weer financieel bovenop en wist eveneens Helder knap in de Derde klasse te behouden.
Het seizoen 1930/31 is veel succesvoller. Met Kinheim en KVV werd het gehele seizoen gestreden voor het kampioenschap, welke in de laatste uitwedstrijd tegen Kinheim (4-3 verlies) beslist werd ten gunste van Kinheim. Wel werd in de thuiswedstrijd tegen DSV dat seizoen een record-score geboekt (10-1 winst). De voorhoede was dat seizoen op schot en de middenvoor spande de kroon met 25 doelpunten, gevolgd door Reinders (18) en De Jong (19). Helder eindigde dat seizoen echter op de 3e plaats. In februari 1933 overleed de voorzitter Taylor. De heer J.L. Goedknecht werd zijn opvolger. In het seizoen 1932/33 werd HFC Helder Noordhollands kampioen. In mei 1933 werden met Henk de Boer, Jacob Godschalk en doelman Kenter drie spelers van HFC Helder geselecteerd voor het Noordhollands elftal.
Tot blijdschap van hun clubgenoten toonde het tweede elftal van Helder zich in 1935 als ware cup-fighters door met fraaie resultaten tegen onder meer de eerste elftallen van KVV (1–3 winst) en West-Frisia (11–1 winst) de Rauchbeker te winnen na een 3–2 overwinning tegen ZFC.
In juni 1937 won HFC Helder de Rauchbeker na een sensationele 4–3 overwinning op HVV Hollandia in Hoorn. Bij rust verdedigde Hollandia een 3-0 voorsprong, maar de Horinezen werden de tweede helft geheel overspeeld door goed spel van de withemden. Door doelpunten van Godschalk (70ste minuut), Kiesewetter (85ste minuut) en Vermeulen (88ste minuut) kwam Helder op gelijke hoogte, waarna Kiesewetter in de verlenging de winnende 4–3 maakte en daarmee Helder de NHVB beker bezorgde.
In 1938 werd de Oostenrijks-Hongaarse oefenmeester Richard Longin aangesteld. HFC Helder speelde op 14 augustus 1939 voor de seizoensopening een wedstrijd tegen de Hongaarse beroepsvoetballers van Szürketaxi FC. Deze wedstrijd, waarbij de Hongaarse internationals István Miklósi, István Kiszely en Takács József uitblonken, werd op eigen terrein met 3-8 verloren.

### De oorlogsperiode (1940-1945)

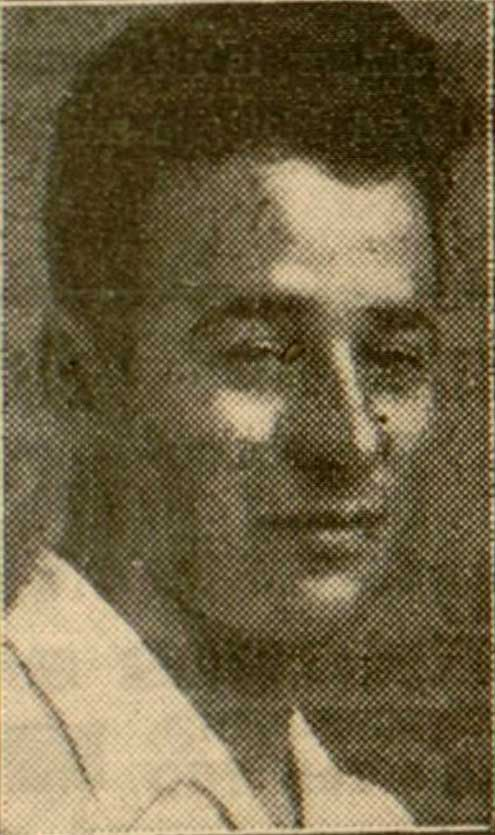
Vleugelspeler Godschalk kwam tijdens de oorlog om in Auschwitz.

De moeilijke jaren bleven HFC Helder niet bespaard en vooral de jaren 1940-1945, de bezettingstijd, zorgden voor de nodige problemen. Door bezettingsmaatregelen moest de overdekte tribune aan het hoofdveld gesloopt worden. De stad Den Helder werd door de Duitse bezetters tot Sperrgebiet verklaard en om thuiswedstrijden te spelen moest er worden uitgeweken naar het terrein van BKC in Anna Paulowna. Het kwam regelmatig voor dat de club niet over alle spelers kon beschikken en mede door het oorlogsgeweld in Den Helder kon er zelfs het seizoen 1940/41 niet gespeeld worden. De populaire linksbuiten Jacob Godschalk moest tijdens de oorlogsperiode onderduiken, maar werd in 1943 aangehouden en via Westerbork op transport gesteld naar Auschwitz, waar hij in 1944 werd omgebracht.
Het lukte evenzeer om in het seizoen 1943/44 het kampioenschap van haar afdeling te behalen. Om tot promotiewedstrijden te worden toegelaten moest Helder twee wedstrijden spelen tegen de kampioen van de competitie van het jaar daarvoor. Dat was HFC uit Haarlem. De eerste wedstrijd aan de Sportlaan leverde een 5–1 overwinning op. De return bracht een 3–4 overwinning op voor Helder. De promotiewedstrijden tegen ZVV Zaandam en ZVV Zaandijk bracht als resultaat dat Zaandam promoveerde.

### De nieuwe succesperiode (1946-1956)
Kort na de bevrijding werd Helder wederom kampioen in het seizoen 1946/47, door in de laatste speelronde van de competitie te winnen van SV De Meer. De promotiewedstrijden tegen Alkmaarse Boys, Kinheim en IVV brachten niet het gewenste succes.
Na ruim drie jaar trainer te zijn geweest, vertrok Volgert Ris in juni 1950 naar ZFC. Jan Slotemaker werd zijn opvolger.
Op 29 april 1951 wist Helder door een 2-0 overwinning op Vitesse '22 het kampioenschap te behalen. Hiermee promoveerde zij naar de Tweede klasse. Na afloop van de wedstrijd werd in een zestal autobussen een rijtoer door de stad gemaakt. De tocht bracht duizenden mensen op de been, want voorop marcheerde het Stedelijk Muziekkorps. Na vijfentwintig jaar was Helder weer terug in de Tweede klasse. Op de Sportlaan werden memorabele wedstrijden gespeeld tegen RKAV Volendam met de gebroeders Koning, IJ.V.V. Stormvogels met hun international Piet Kraak, RCH met Louis Biesbrouck en de derby's tegen stadsgenoot HRC.
In het seizoen 1954/55 kwam Helder net één plaats tekort om te kunnen promoveren naar de Eerste klasse. Inmiddels deed in 1954 het betaald voetbal in Nederland zijn intrede. In februari 1955 werd besloten dat HFC Helder niet tot het betaalde voetbal zal overgaan. Het seizoen 1955/56 begon de teruggang van Helder zich in te zetten. Uit 22 wedstrijden wist Helder slechts zes punten te halen, waardoor de Witjakken degradeerden naar de Derde klasse. Het jaar daarop in het seizoen 1956/57 eindigde HFC Helder opnieuw op de laatste plaats was daarmee gedoemd te degraderen naar de Vierde klasse.

### Verhuizing en sportieve neergang (1956-1990)

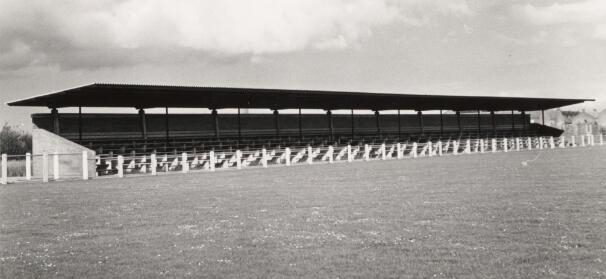
De hoofdtribune aan het Helder-terrein op De Streepjesberg.

In juni 1956 verhuisde de club van het terrein aan de Sportlaan naar Sportpark De Streepjesberg aan de Hagedoornstraat in de Duinbuurt, waar men twee speelvelden ter beschikking kreeg. De omvangrijke houten tribune van het terrein aan de Sportlaan werd overgebracht naar de voetbalvereniging EBOH uit Dordrecht.
In 1958 werd de hoofdtrainer van VV Heerenveen, Volgert Ris, opnieuw aangetrokken als trainer van de Withemden. Het vijftigjarig bestaan in 1959 werd gevierd met een erewedstrijd tussen HFC Helder en Amsterdamse oud-internationals.
Nadat Helder twee jaar achtereen op de tweede plaats eindigde, bracht het seizoen 1965/66 bracht het kampioenschap. In die tijd steunde het elftal vooral op het gouden duo Henny Wielens en Joop van der Maas, die respectievelijk 21 en 26 doelpunten scoorden. De trainer Volgert Ris ging op de schouders en een muziekkorps speelde muziek ter ere van de kampioenen. Op zaterdag 4 juni 1966 hield HFC Helder, tot heugenis van voorzitter A.J. Zikkenheimer, in clubhuis De Wijde Blick een feest om het kampioenschap en promotie naar de Derde klasse te vieren.
Het jaar 1967 werd gekenmerkt door de controverse tussen het bestuur onder voorzitterschap van Arie Krab en trainer Volgert Ris. Hierop werd op 11 maart 1967 de trainer ontheven van zijn functie.
Bij het zestigjarig bestaan kreeg de club van de gemeente een startkapitaal voor het plaatsen van lichtmasten. Eind 1969 stonden de lichtmasten rond het veld en werd met een wedstrijd tegen de profclub AZ’67 de ingebruikneming officieel gevierd.
In 1970 brak een magere periode aan, want aan het einde van het seizoen 1969/70 was Helder gedoemd te degraderen naar de Vierde klasse. In 1979 degradeerde HFC Helder zelfs terug naar de Hoofdklasse van de Noordhollandsche Voetbalbond, doch in 1980 promoveerde HFC Helder weer naar de Vierde Klasse.
In 1987 onthulde aanvoerder Johan Gast dat de spelers van HFC Helder premies ontvangen per gewonnen wedstrijd om promoties te stimuleren.
Een kleine opsteker voor Helder was de winst van het Helders stadskampioenschap in 1993. Er werd gewonnen van WGW en die zege kwam bijna volledig op het conto van Chima Onyeike. De aanvaller schoot binnen 10 minuten driemaal raak en zijn fraaie hattrick zorgde voor de winst die daarna nog uitliep tot 6-1.

## Clubcultuur
Op 1 november 1930 kwam het eerste clubblad uit, genaamd "Het Sportnieuws". In de volksmond al gauw "’t Geeltje" genoemd. In 1931 werd het clublied "Hup Heldervrienden" voor het eerst gezongen door leden van de damesclub. Het clublied sloeg aan en werd op latere momenten uit volle borst meegezongen.

## Jeugdafdeling
In 1922 werden de adspritanten teams van HFC Helder opgericht. In 1931/1932 werden de A-adspritanten en de C-adspiranten kampioen van hun afdeling.
Het seizoen 1929/30 veroverde het tweede elftal onder aanvoering van Piet Grootveld het kampioenschap van de NHVB.

### Stamboom
|  |  | Leonidas (voor sep 1907) | Leonidas (voor sep 1907) | Leonidas (voor sep 1907) | Leonidas (voor sep 1907) | Leonidas (voor sep 1907) | Leonidas (voor sep 1907) |  |  | Hard Gaat Ie (01 sep 1907)       | Hard Gaat Ie (01 sep 1907) | Hard Gaat Ie (01 sep 1907) | Hard Gaat Ie (01 sep 1907) | Hard Gaat Ie (01 sep 1907) | Hard Gaat Ie (01 sep 1907) |  |  |
|  |  | Leonidas (voor sep 1907) | Leonidas (voor sep 1907) | Leonidas (voor sep 1907) | Leonidas (voor sep 1907) | Leonidas (voor sep 1907) | Leonidas (voor sep 1907) |  |  | Hard Gaat Ie (01 sep 1907)       | Hard Gaat Ie (01 sep 1907) | Hard Gaat Ie (01 sep 1907) | Hard Gaat Ie (01 sep 1907) | Hard Gaat Ie (01 sep 1907) | Hard Gaat Ie (01 sep 1907) |  |  |
|  |  |                          |                          |                          |                          |                          |                          |  |  |                                  |                            |                            |                            |                            |                            |  |  |
|  |  |                          |                          |                          |                          |                          |                          |  |  | HB & ZVS (april 1901 - feb 1919) |                            |                            |                            |                            |                            |  |  |
|  |  |                          |                          |                          |                          |                          |                          |  |  |                                  |                            |                            |                            |                            |                            |  |  |
|  |  |                          |                          |                          |                          |                          |                          |  |  |                                  |                            |                            |                            |                            |                            |  |  |
|  |  |                          |                          |                          |                          | HFC Helder (1 juni 1909) |                          |  |  |                                  |                            |                            |                            |                            |                            |  |  |

## Rivaliteit

### Rivaliteit met SHBS
De eerste rivaal uit de beginperiode van HFC Helder was tot 1919 het eveneens uit de gemeente Den Helder afkomstige SHBS. HFC speelde op het terrein aan de Bolweg, een veld dat SHBS eerder gehuurd heeft. In het seizoen 1915/16 van de NVB stonden SHBS en HFC op 10 oktober officieel tegenover elkaar op het Bolweg-terrein, welke door de groen-witten met 3-1 gewonnen werd. In de uitwedstrijd revancheerde HFC zich met 2-5. Rivaal SHBS ging uiteindelijk in 1919 op in HFC Helder.
Sindsdien zijn onder de inwoners van Den Helder sportief gezien de gemeentegenoten voornamelijk de belangrijkste opponenten, waaronder de buurman SV Watervogels die net als rivaal HRC op enkele honderden meters van elkaar verwijderd waren.

### Rivaliteit met HRC
Vanaf 1923 was HFC Helder jarenlang in strijd met HRC om de Helderse suprematie. De derby's tussen HFC Helder en stadsgenoot HRC verdeelden minimaal tweemaal per jaar Den Helder in twee kampen: HRC voor de arbeiders, HFC Helder voor de middenstand. De hoofdvelden van de twee clubs waren op Sportpark Streepjesberg hemelsbreed slechts enkele honderden meters van elkaar verwijderd. De wedloop met HRC zorgde ervoor dat er een sportieve prikkel was om de beste voetbalclub van Den Helder te willen zijn en de ander alsmaar te willen overstijgen in de voetbalpiramide van de KNVB. In het seizoen 1925/25 ging de strijd om de eerste plaats en promotie naar de Tweede klasse tussen HRC en HFC, welke gewonnen werd door HFC Helder. Over de Heldersche derby schreef de Heldersche Courant in 1934:

Elke wedstrijd tusschen Helder en H.R.C. was er een van intense spanning en groote nervositeit. Groote belangstelling van het publiek..

De Helderse wedloop leek in het seizoen 1955/56 definitief te worden beslist in het voordeel van HRC, wanneer deze promoveerde naar de Eerste klasse, terwijl HFC Helder degradeerde en de seizoenen erop zelfs zou afzakken naar de Vierde klasse. Pas in het seizoen 1998/99 van de Derde klasse was HFC Helder weer de bovenliggende partij, wanneer HRC een snelle sportieve neergang kende. De rivaliteit kwam opmerkelijk ten einde wanneer HFC Helder zich in 2001 met rivaal HRC fuseerde tot FC Den Helder.

## Competitieresultaten 1917–2001
| 1 |

| 2 F |

| 1 F |

| 7 F |

| 4 3F |

| 2 3F |

|  |

| 3 3F |

| 5 3E |

| 6 3A |

| 7 3A |

| 5 3A |

| 6 3A |

| 1 3A |

| 1 3A |

| 7 2A |

| 10 2A |

| 10 2A |

| 6 3A |

| 3 3A |

| 4 3A |

| 4 3A |

| 4 3A |

| 6 3A |

| 4 3A |

| 7 3A |

| 4 3A |

| 9 3A |

| 8 B |

|  |

| 6 3B |

| 3 3B |

| 1 3B |

|  |

| 5 3B |

| 1 3A |

| 8 3A |

| 7 3A |

| 2 3C |

| 1 3B |

| 9 2A |

| 10 2B |

| 8 2B |

| 6 2B |

| 12 2A |

| 12 3A |

| 3 4A |

| 2 4A |

| 9 4A |

| 1 4A |

| 4 4A |

| 7 4A |

| 2 4A |

| 3 4A |

| 1 4A |

| 2 3A |

| 7 3A |

| 9 3A |

| 9 3A |

| 9 3B |

| 7 3B |

| 12 3A |

| 10 4B |

| 9 4B |

| 11 4B |

| 11 4A |

| 12 4A |

|  |

|  |

| 5 4A |

| 2 4A |

| 10 4A |

| 10 4A |

| 12 4A |

|  |

| 6 4A |

| 5 4A |

| 5 4A |

| 4 4A |

| 2 3A |

| 12 2A |

| 4 3A |

| 2 3A |

| 4 3A |

| 9 3A |

| 7 3A |

| 5 3A |

| 7 3A |

| 3 3A |

| 10 3A |

| Eerste klasse HVB | Tweede klasse | Derde klasse | Vierde klasse | Noodcompetitie | Eerste klasse NHVB |

In elke staaf van de grafiek staat van boven naar beneden vermeld: 
- Eindnotering

Dit is de positie die de club heeft bereikt in de competitie, zonder eventuele beslissings-, play-off- of nacompetitiewedstrijden die nodig zijn geweest om bijvoorbeeld de kampioen van de competitie te bepalen.
Indien een * achter het getal staat is de notering een tussenstand en kan het zijn dat de notering niet overeenkomt met de uiteindelijke eindstand van de competitie.
Staat er een - dan is het seizoen nog bezig en is er geen definitieve uitslag bekend.
Staat er xx op de positie van de notering, dan heeft de club vroegtijdig de competitie verlaten. Dit kan onder andere komen door terugtrekking van het team, faillissement van de club of door een uitgedeelde straf van de KNVB. In veel gevallen staat elders in het artikel de reden vermeld.
Staat er een ? dan is het resultaat uit het verleden onbekend, en is alleen de competitie of het niveau bekend van dat seizoen.
In de seizoenen 2019/20 en 2020/21 werd wegens de coronacrisis het amateurvoetbal afgebroken. Daardoor kennen deze staven geen eindklassering (middels -- weergegeven).
- Competitieniveau en afdelingsletter of Officiële eindstand Eredivisie
  - Competitieniveau en afdelingsletter

Hierbij geeft het getal het niveau weer, dat ook terug te vinden is in de legenda. De letter is de afdelingsaanduiding en wordt gebruikt wanneer er meer afdelingen zijn op hetzelfde niveau. De afdelingsletter is altijd een hoofdletter en wordt meestal zonder nummer gebruikt.
Voorbeeld: 2F is niveau 2e klasse competitie F.
Het competitieniveau en nummer wordt niet vermeld wanneer er slechts één competitie van dit niveau was.
  - Officiële eindstand Eredivisie (getal staat tussen haakjes vermeld)

Sinds de introductie van play-offwedstrijden voor Europees voetbal na afloop van de reguliere competitie in 2005/06, is de KNVB verplicht een eindstand van de Eredivisie door te geven aan de UEFA aan de hand van deze play-offwedstrijden.
Bij deze eindstand staan clubs die zich hebben gekwalificeerd voor Europees voetbal hoger dan clubs die zich niet wisten te kwalificeren. Indien er geen verschil was tussen de eindnotering en de officiële eindstand, staat dit getal niet vermeld.

- Onderafdeling

Hier staat afgekort de naam van de onderafdeling indien de club in dat jaar in een onderafdeling uitkwam. Tevens staat deze afkorting in de legenda en wordt gelinkt naar het artikel over deze onderafdeling. Deze afkorting wordt alleen vermeld wanneer de club in het verleden in verschillende onderafdelingen heeft gespeeld. Deze vermelding is in de staaf altijd in kleine letters. Deze onderafdelingen zijn na het seizoen 1995/96 afgeschaft. Heeft de club in slechts één onderafdeling gespeeld, dan is dit alleen terug te vinden in de legenda.
Onder de staaf staat het jaartal vermeld waarin het seizoen is afgesloten. 15 verwijst naar het seizoen 2014/15 of eventueel het seizoen 1914/15.
Wanneer een staaf leeg is, zijn deze gegevens niet bekend. Het kan ook zijn dat de club dat seizoen niet heeft meegespeeld op het hogere amateurniveau, vroegtijdig de competitie heeft verlaten of uit de competitie is gezet.

In het seizoen 1944/45 was er wegens de Tweede Wereldoorlog geen regulier competitievoetbal.

## Erelijst
| Competitie                                 | Winnaar | Winnaar                      | Runner up | Runner up                    |
| Competitie                                 | Aantal  | Jaren                        | Aantal    | Jaren                        |
| ------------------------------------------ | ------- | ---------------------------- | --------- | ---------------------------- |
| Koninklijke Nederlandse Voetbalbond (KNVB) |         |                              |           |                              |
| Derde Klasse                               | 5×      | 1925, 1926, 1944, 1947, 1951 | 5×        | 1917, 1950, 1967, 1991, 1994 |
| Vierde Klasse                              | 2×      | 1961, 1966                   | 3×        | 1959, 1964, 1982             |
| Noordhollandsche Voetbalbond (NHVB)        |         |                              |           |                              |
| Noordhollands kampioenschap                | 3×      | 1914, 1930¹, 1934            |           |                              |
| Rauchbeker                                 | 2×      | 1924, 1935¹, 1937            | 1×        | 1917                         |
| Gouden Kruis                               | 1×      | 1923¹                        |           |                              |
| Eerste klasse                              | 1×      | 1914                         | 1×        | 1913                         |
| Heldersche Voetbalbond (HVB)               |         |                              |           |                              |
| Helders kampioenschap                      | 2×      | 1910, 1993                   | 1×        | 1992                         |

¹ Gewonnen door een reserve-elftal van HFC Helder.

## Overzichtslijsten

### Lijst van hoofdtrainers
Lijst is incompleet, evenals een aantal gegevens.
- 1915–1916  Wilfred Henderson
- 1916–1917  Jack Reynolds
- 1925–1927  Bill Julian
- 1938–1939  Richard Longin
- 1942-1944  Henk de Boer
- 1946–1947  Bill Julian
- 1947-1950  Volgert Ris
- 1950-1954  Jan H. Slotemaker
- 1954-195?  Steef Klein
- 1958-1967  Volgert Ris
- 1979-1981  Klaas Bijl
- 1983-1984  Hans van der Neut
- 1994?-1995  Bert Deckers
- 1995-1997  Marcel Klaver
- 2000-2001  Jitze Bosma

### Lijst van interregionals

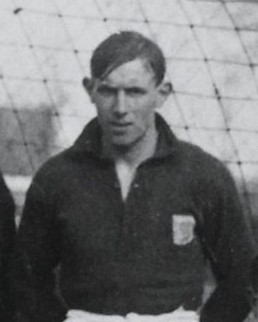
Jelle Blinkhof speelde namens HFC Helder in 1926 voor het Noordhollands elftal.

HFC Helder leverde door de jaren heen verschillende interregionals af voor het Noordhollands voetbalelftal.
| Periode   | Naam            | Wedstrijden | Doelpunten |
| --------- | --------------- | ----------- | ---------- |
| 1914      | Hein Bak        | ?           | ?          |
| 1914      | Charles Taylor  | ?           | ?          |
| 1914      | Jan Grootte     | ?           | ?          |
| 1926      | Jan Grootveld   | 1           | 0          |
| 1925–1926 | Jelle Blinkhof  | 1?          | ?          |
| 1925–1926 | Herman Reitsma  | ?           | ?          |
| 1926      | Henri Sporken   | ?           | ?          |
| 1933      | Henk de Boer    | ?           | ?          |
| 1933      | Jacob Godschalk | 1?          | 1?         |
| 1933      | Jaap Kenter     | ?           | ?          |
| 1951      | Karei Puhl      | 1?          | ?          |